# Biserica Intrarea în Biserică și Sfântul Nicolae din Pleșești
Biserica „Intrarea în Biserică” și „Sfântul Nicolae” din Pleșești este un monument istoric aflat pe teritoriul satului Pleșești, comuna Roșiile. În Repertoriul Arheologic Național, monumentul apare cu codul 172778.01.
Biserica „Intrarea în Biserică a Maicii Domnului” și „Sf. Nicolae” a fost ridicată la 1793. Ctitori inițiali au fost preotții Ioan și Preda Pleșescu, și diaconul Marin Pleșescu. Pictura a fost realizata post 1800 (1802-1803 - inscripție din altar, și în 1828, prin contribuția polcovnicului Nicolae Pleșoianu), ctitoria având fațadele pictate în întregime cu diverse scene și personaje. Procedeul, provenind din Gorj, reprezentând ctitori pe fațadele lăcașului de cult, constituie o formulă iconografică specifică ce cunoaște o relativ largă răspândire, după 1820 el depășind granițele unui fenomen strict local. În acest caz, discursul pictural pare că face apel la figurile stilistice specific retoricii insistenței și repetiției cum ar fi: emfaza (acordarea unei importanțe deosebite unei figuri sau imagini), aliterația (repetarea unor imagini sau forme spre a produce un efect expresiv sau simbolic) și diafora (imaginea sau forma repetată capătă un înțeles fin nuanțat) (vezi N. Ghika-Budești, Evoluția arhitecturii în Muntenia și Oltenia în veacul al XVIII-lea, vol. I-III, BCMI, XXIX, fasc. 87-90, 1936). În 2008 biserica se afla într-o mediocră stare de conservare.

## Galerie

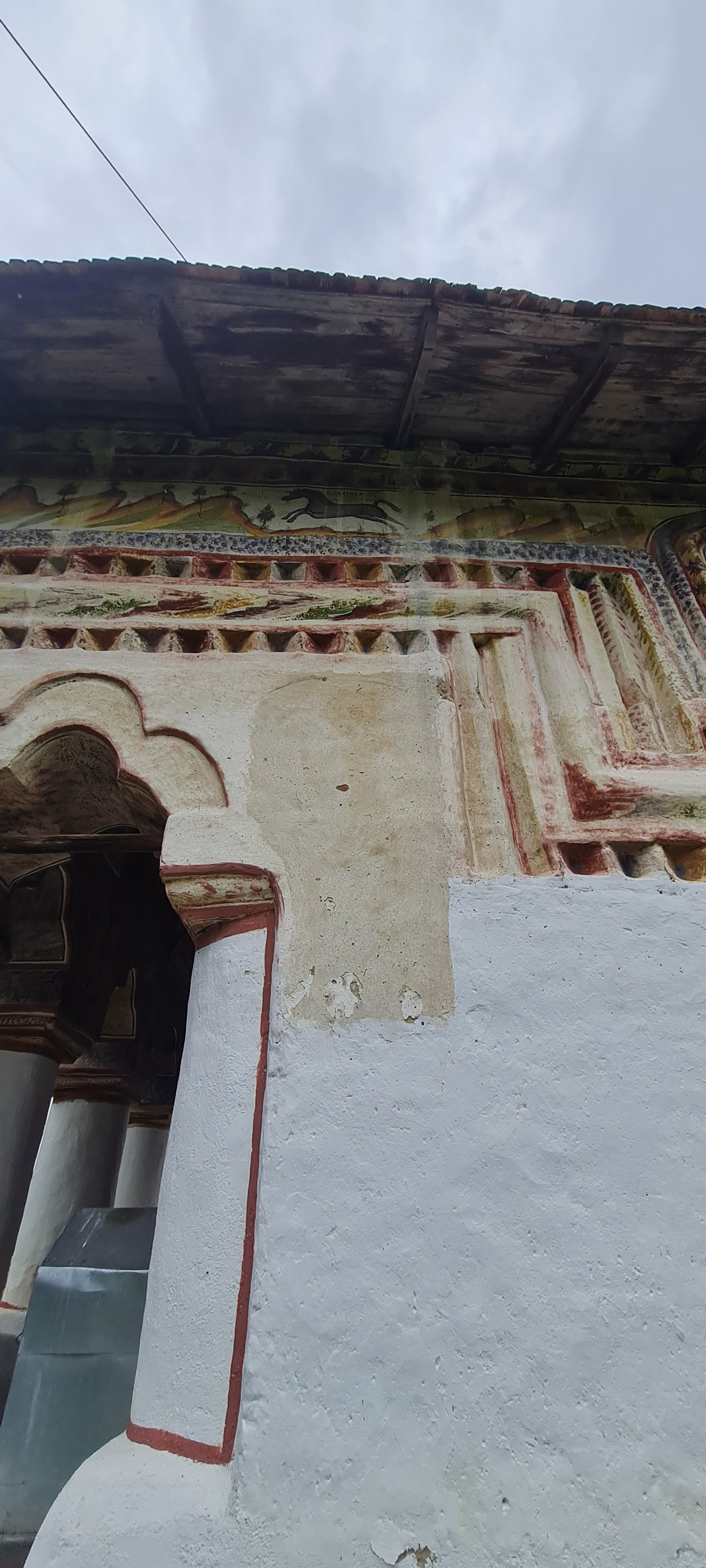
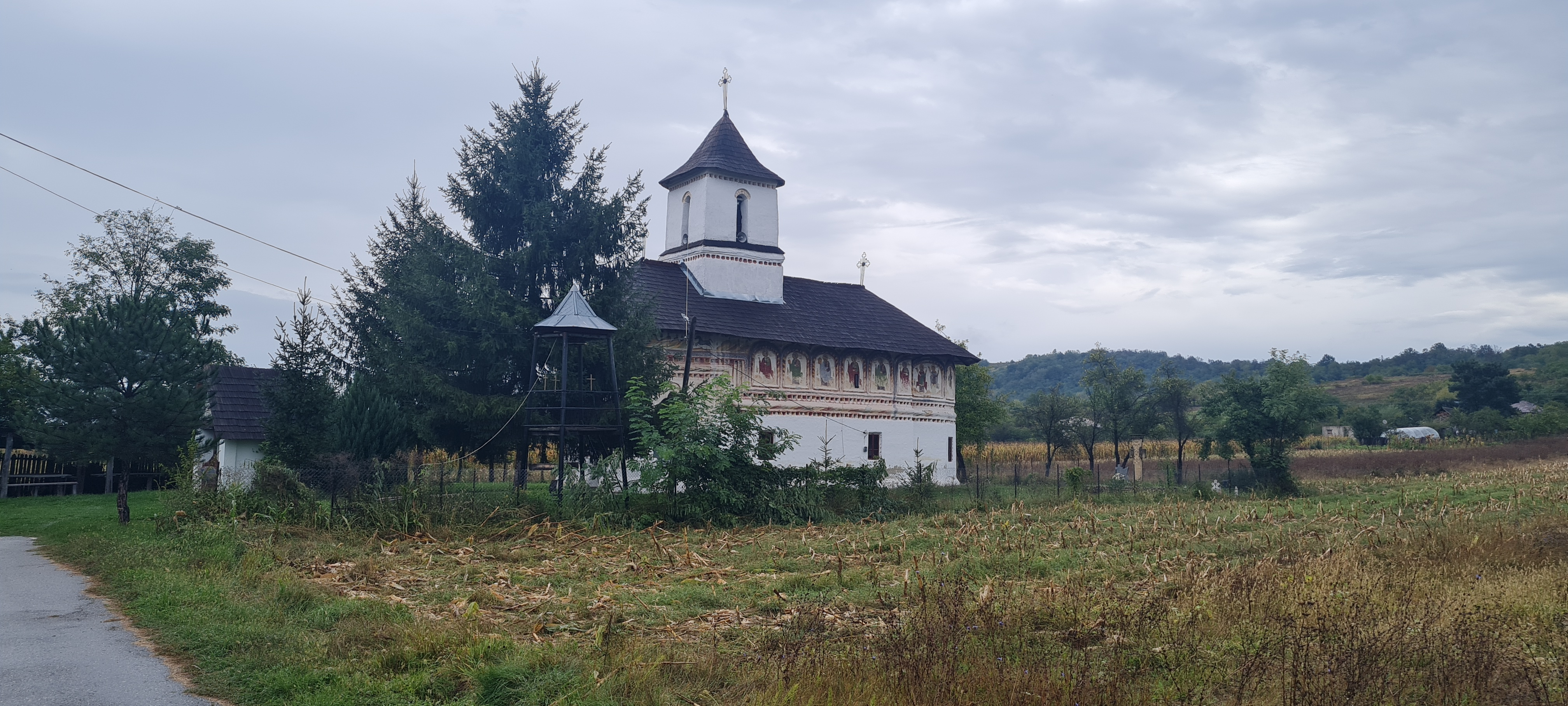
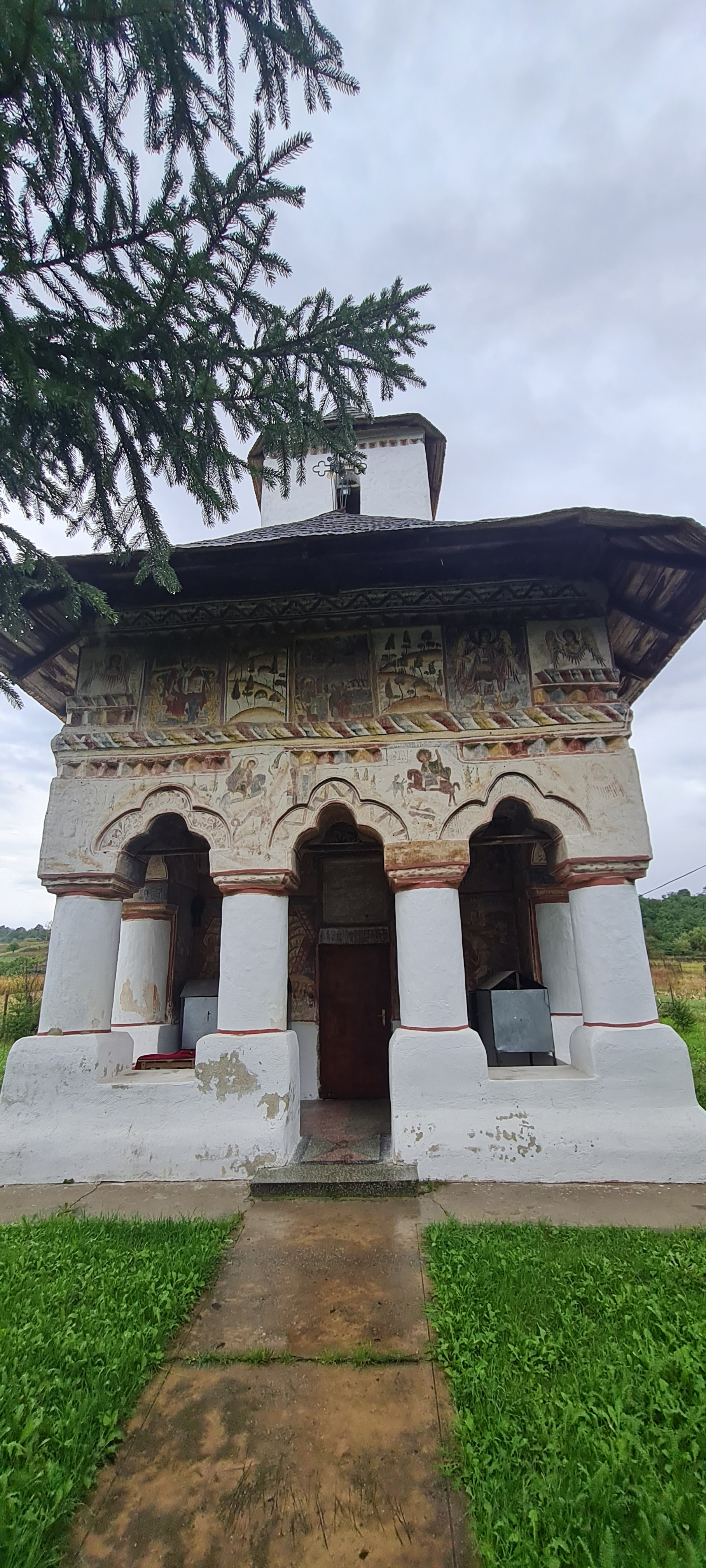
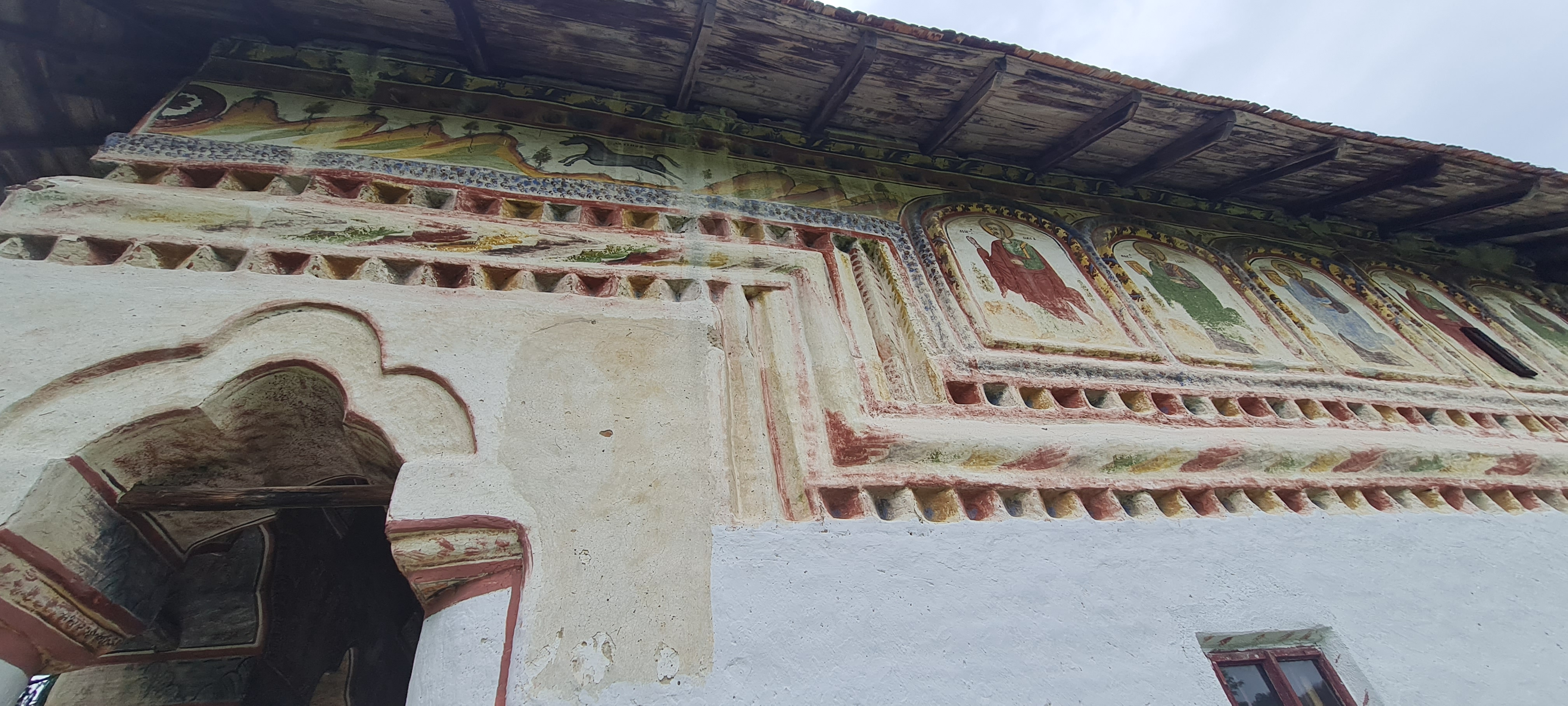